# Enderleinellus nishimarui
Enderleinellus nishimarui är en insektsart som beskrevs av Kaneko 1963. Enderleinellus nishimarui ingår i släktet Enderleinellus och familjen ekorrlöss. Inga underarter finns listade i Catalogue of Life.